# Brauncewell
Brauncewell – wieś w Anglii, w hrabstwie Lincolnshire. Leży 22 km na południe od Lincoln i 173 km na północ od Londynu.